# Arxiu Comarcal del Pla de l'Estany
L'Arxiu Comarcal del Pla de l'Estany està ubicat al claustre del Monestir de Sant Esteve de Banyoles. Entra en funcionament l'any 2007 amb el conveni signat entre la Generalitat de Catalunya, el Consell Comarcal del Pla de l'Estany i l'Ajuntament de Banyoles. Fa la doble funció d'arxiu comarcal i arxiu municipal de Banyoles.
Té tres tipus d'espais; el destinat al públic, amb una sala de consulta i una sala polivalent; el de treball per als arxivers; i el de custòdia de la documentació, que correspon a dos dipòsits amb capacitat per a 5.500 metres lineals, un dipòsit per a fons fotogràfics, i un altre per a documents de gran format -pergamins i planols.
Custodia una rica varietat de patrimoni documental que ens il·lustra sobre la societat, l'economia i la història de la comarca. Destaquem el fons de l'ajuntament de Banyoles (1405-1970), el de l'empresa José Gimferrer S.A., fabricant de saques de jute (1914-1989), el del mas de Can Mariscot de Camós (1214-1941) i la col·lecció de fotografies del Consell Comarcal del Pla de l'Estany (1889-2009).

## Història
L'Arxiu Comarcal del Pla de l'Estany es crea l'any 2007. Tenint en compte que fa la doble funció d'Arxiu Comarcal i Arxiu Municipal de Banyoles, és important comentar la història d'aquest darrer. L'Arxiu Municipal de Banyoles es va començar a constituir en el segle xiii, quan es varen produir els primers documents del Comú de Banyoles.
Es troben notícies de l'existència d'un Arxiu Municipal de Banyoles en diverses èpoques. Al segle xviii una bona part, la dels documents històrics –els pergamins-, es trobava a l'església de Santa Maria dels Turers. Mentre que els documents administratius s'ubicaven a la Pia Almoina. Posteriorment, al segle xix, tota la documentació de l'Arxiu es va passar a custodiar a l'edifici de la Pia Almoina (o Casa de la Vila Vella), seu de l'Ajuntament.
Quan l'Ajuntament, l'any 1928, es va traslladar al passeig de la Indústria s'hi va portar tota la documentació municipal, tant l'antiga com la més contemporània.
L'any 1952 es feu un gran pas endavant, amb la formació de l'Arxiu Històric Comarcal de Banyoles, gràcies a la iniciativa de Mossèn Lluís G. Constans i del Centre d'Estudis Comarcals de Banyoles. Llavors l'Ajuntament de Banyoles va decidir traslladar el seu fons històric des de l'actual Casa Consistorial al local de la Pia Almoina. Al fons municipal s'hi ajuntaren altres documents, sobretot pergamins, procedents d'algunes cases pairals de la comarca recollits pel mateix Mossèn Lluís G. Constans. Des d'aquell moment, fins a l'actualitat, a l'edifici de l'Ajuntament s'hi custodia el fons administratiu de l'Arxiu Municipal.
Finalment, l'any 2007, amb la creació de l'Arxiu Comarcal del Pla de l'Estany tots els documents de l'antic Arxiu Històric Comarcal de Banyoles hi han estat traslladats, juntament amb altres documents administratius de l'Ajuntament de Banyoles.

## Edifici
El monestir de Banyoles és considerat un Bé Cultural d'Interès Nacional des de l'any 1973. El primer document on es menciona el monestir és de l'any 822 en que Odiló, comte, dona l'autorització de construir "en un lloc erm que es diu Baniola". Banyoles és el primer monestir benedictí masculí de les terres catalanes. En una estança del claustre del monestir s'hi conserva actualment l'Arqueta de Sant Martirià.

## Documents destacats

### Nota de comiat de l'Andreu Campasols
L'Andreu Campasols nasqué l'any 1903 a Sords, estudià vuit anys al seminari, exercí d'agent d'assegurances, s'afilià al PSUC i durant uns mesos dels anys 1937-1938 fou alcalde de Cornellà del Terri. Es casà amb la Dolors Coronas, de Serinyà, i tingueren dos fills, en Josep i l'Andreu. Marxà al front de guerra la primavera de 1938; a principis de 1939 en la retirada de l'exèrcit republicà fou detingut i acusat, sense proves, d'assassinar el secretari de l'ajuntament de Cornellà, el qual havia desaparegut del municipi a principis de la guerra. Estigué empresonat durant un any a Girona fins que fou condemnat i, finalment, afusellat el 27 de juny de 1940.
Al llarg del seu captiveri escrigué 149 cartes i notes a la seva esposa, en les que expressava l'amor i la preocupació que sentia per ella i els seus fills, i li reiterava constantment la seva innocència. Hi ha cartes i notes en castellà, les més formals i neutres que s'intercanviaven als ulls de les autoritats, i en català, les que entregava a la seva esposa amagades dins els paquets de roba i menjar. Aquesta nota, suposem, que la va deixar lligada a les seves pertinences i fou la darrera que pogué fer arribar a la Dolors Coronas, ja que ella no va saber de la seva mort fins que feu la propera visita a la presó.

### Foto de l'estany del 1910

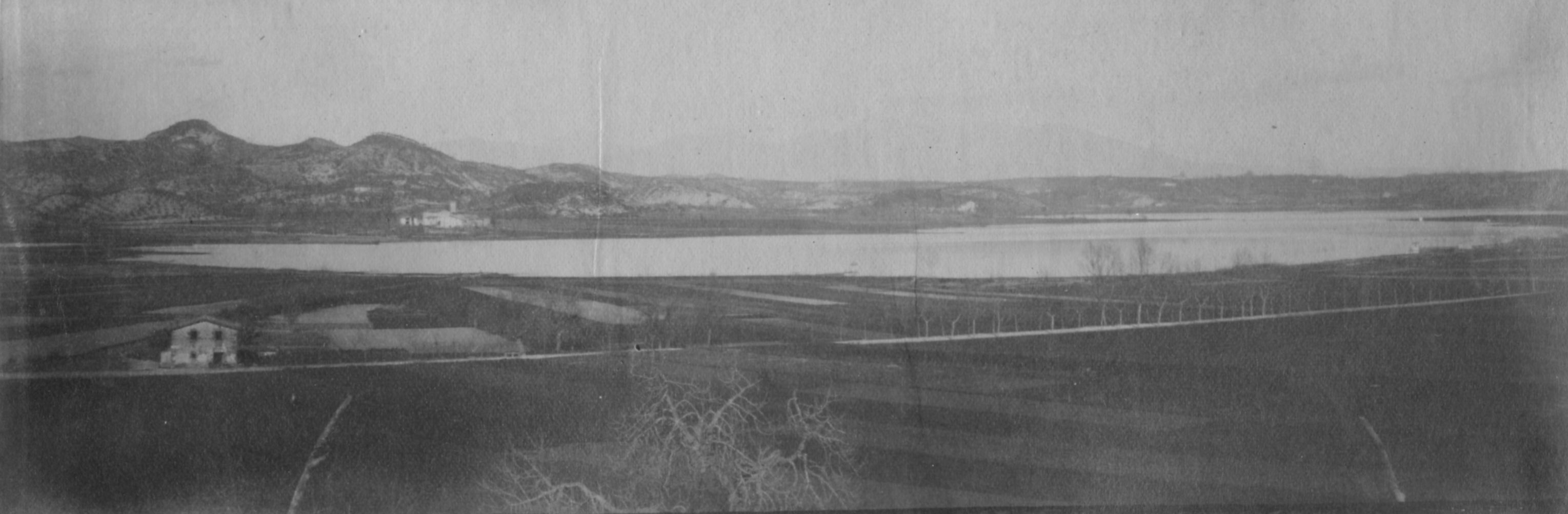
Es tracta d'una vista panoràmica de l'estany al tombant del, quan tot just començava el seu procés d'enjardinament per tal de convertir-lo en un espai d'esbarjo per a estiuejants.

Es tracta d'una vista panoràmica de l'estany al tombant del segle xx, quan tot just començava el seu procés d'enjardinament per tal de convertir-lo en un espai d'esbarjo per a estiuejants. Encara podem apreciar-hi l'activitat agrícola: camps cultivats i absència d'arbres que ens permeten apreciar clarament l'església de Porqueres, plantació d'oliveres en els turons, desforestació de les muntanyes de la vall de Campmajor deguda a l'aprofitament dels boscos i la presència solitària de la casa de pagès coneguda popularment com a Can Barraca que es troba, com en l'actualitat, a peu de la carretera de Mieres.
Fotografia 18.071 del fons del Consell Comarcal del Pla de l'Estany cedida per la família banyolina, de farmacèutics, Alsius. Els membres d'aquesta família s'han caracteritzat per tenir una àmplia cultura; com és el cas del prehistoriador Pere Alsius Torrent o el fotògraf Ramon Alsius Malagelada. Creiem que l'autor d'aquesta fotografia és Antoni Alsius Ricard (1878-1968) fill del primer i oncle del segon.

### Transacció de Banyoles amb el monestir

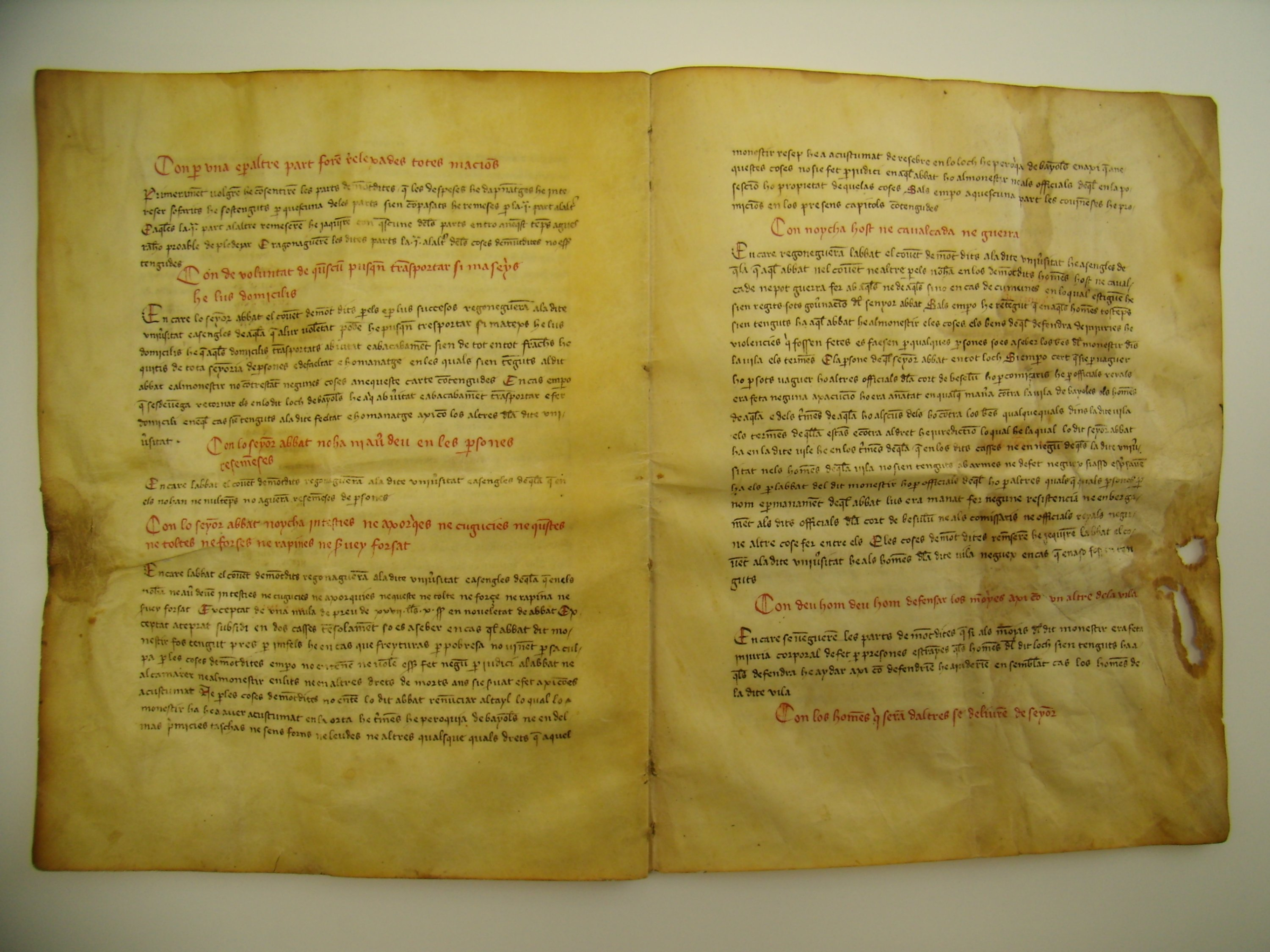
Capítols de la transacció convinguda entre la Vila de Banyoles i el monestir de Sant Esteve

Fragment, de cinc pàgines, d'un llibre en pergamí, escrit en català i lletra gòtica, que conté el preàmbul i els primers capítols de les ordenances pactades entre l'abat del monestir de Sant Esteve de Banyoles, Ramon de Coll, i la Universitat de la Vila de Banyoles. Aquest document es va produir després de greus enfrontaments i desavinences sobre els drets feudals de l'abat, que produïren que la majoria de rics prohoms marxessin de Banyoles per anar a viure a altres viles. La por al despoblament, juntament amb la intervenció del rei i diferents prelats, va possibilitar aquest acord del qual se'n va excloure els pagesos.
El document estipula que l'abat deixarà de cobrar el que s'acostumava quan un vassall canviava de domicili, quan moria sense testament i/o sense descendència i quan la seva muller havia estat adúltera. No s'haurà de participar en les guerres de l'abat, només en les "guerres comunes". Es regulen els judicis donant algunes garanties als vilatans. I es conclou que Banyoles haurà de defensar l'abat i els monjos.

### Llibre de la cadena

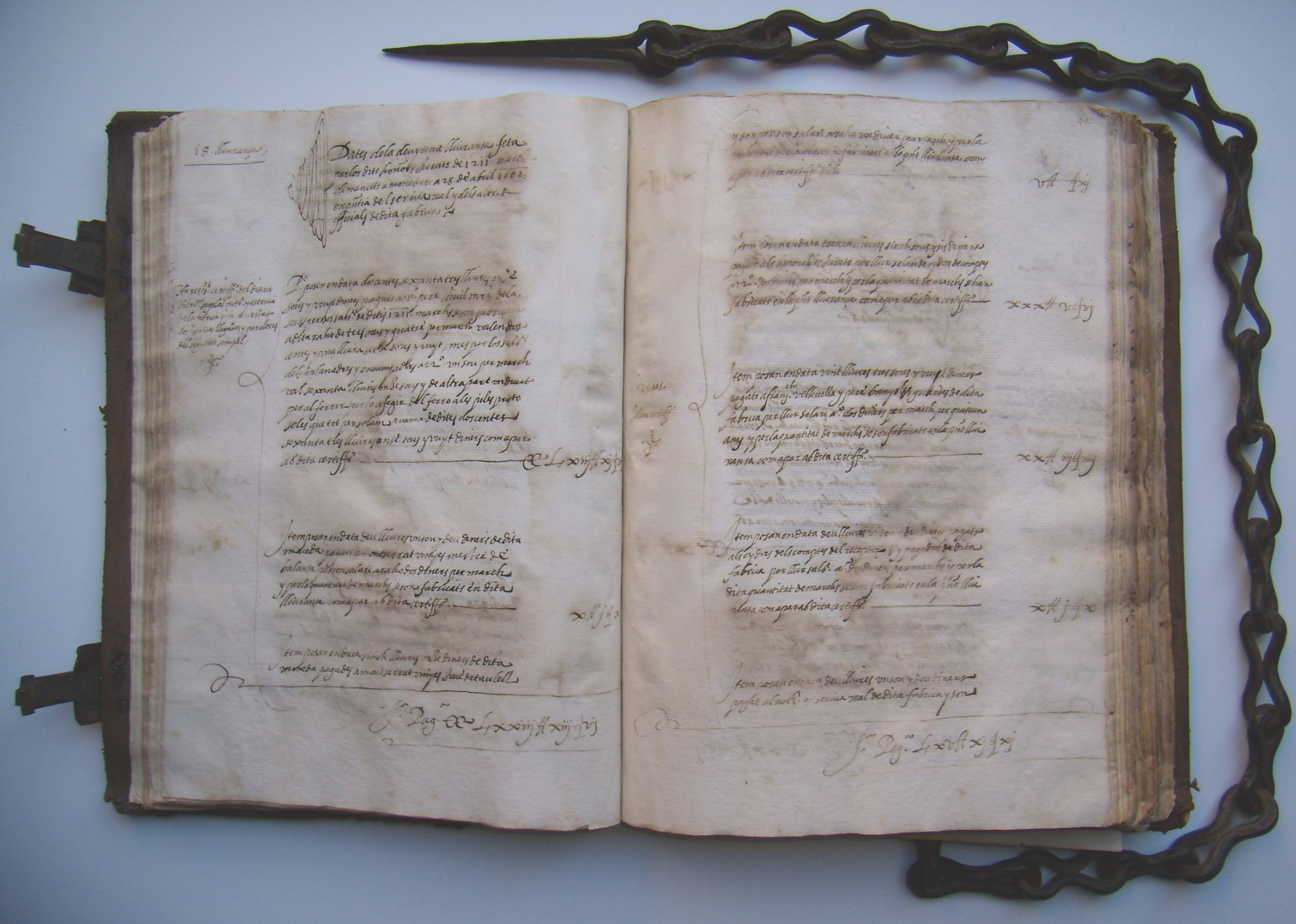
Consimile dels comptes Primer, Segon, Tercer, y ultim de la fabrica de menuts de la Universitat y Vila de Banyoles

Document que s'ha anomenat Llibre de la Cadena, de la Seca, o de la fàbrica dels Menuts. Està escrit en català i té 289 pàgines. Aplega diversos documents d'administració de la seca banyolina. El nom de Llibre de la Cadena prové de la gruixuda cadena de ferro que s'utilitzava per a subjectar-lo a una taula. El 13 de juliol de 1599 Felip III atorgà a la Vila de Banyoles el privilegi d'encunyar fins a 15.000 lliures en moneda pròpia: els menuts. S'anomenaren així per la seva poca grandària (12 mil·límetres). Era una moneda corrent, diner de billó, feta de coure amb un petit percentatge d'argent. Els menuts foren usats per a pagar deutes municipals i reconstruir la muralla. En aquest document hi trobem el control del nombre de menuts encunyats i les despeses d'instal·lació de la fàbrica. Ens dona informació sobre com era una seca del segle xvi, descobrim quines eines i materials usaven, i el salari del personal (dels encunyadors, dels guardes, dels comptadors dels menuts o del mestre de la seca).

### Almoina dels prohomes

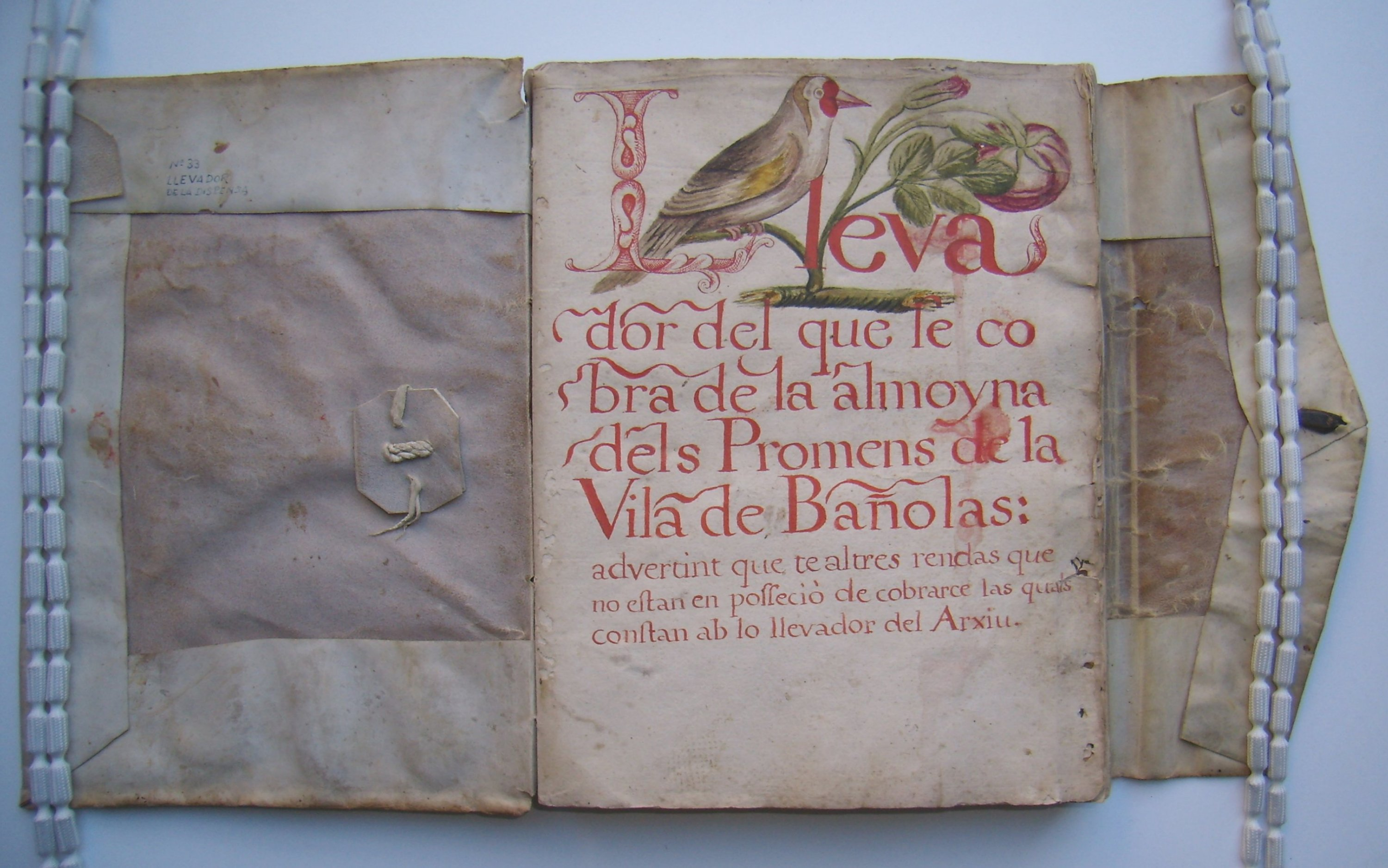
Document de 100 pàgines escrit en català. Destaca la portada en color amb el dibuix d'un ocell. Es titula "Llevador del que se cobra de la Almoina dels Pro[ho]mens de la Vila de Bañolas: advertint que te altres rendas que no estan en possessió de cobrarce las quals constan ab lo llevador del Arxiu."

Document de 100 pàgines escrit en català datat el 1691. Destaca la portada en color amb el dibuix d'un ocell. La institució de l'Almoina dels Prohoms va ser fundada el 1307 per Guillem Reixac, juntament amb altres veïns de Banyoles. Els jurats banyolins n'eren els administradors i les rendes que cobrava es destinaven a comprar gra i roba que es repartien entre els necessitats, que acudien a l'església de Santa Maria dels Turers. També serviren per pagar el mestre de gramàtica, per dotar els orfes i filles de pares necessitats, i per adquirir la campana i el rellotge de la dita església.
En aquest document s'hi poden resseguir les persones que pagaven pel dret d'ús de les propietats de l'Almoina o pels diners prestats per aquesta institució a particulars. Hi apareixen sobretot pagesos, però també algun paraire, teixidor de lli, sastre o sabater, de Banyoles, Porqueres, Fontcoberta, Serinyà, Vilert, Camós i d'altres llocs d'arreu del Pla de l'Estany.

## Fons
Generalitat de Catalunya
- Agricultura i Ramaderia. Oficina Comarcal del Pla de l'Estany, [1973], 1987-2003
- Ensenyament. Escola Verge del Remei, 1961-2002

Administració Local
- Consell Comarcal del Pla de l'Estany, 1986-2007
- Ajuntament de Banyoles, 1405-1970
- Ajuntament de Camós, 1862, 1868-1990
- Ajuntament de Cornellà del Terri, 1855-1981
- Ajuntament de Palol de Revardit, 1865-1991
- Ajuntament de Porqueres, 1801, 1860-1997

Judicials
- Jutjat de Pau de Banyoles, 1814-1859

Associacions i fundacions
- Centre d'Estudis Comarcals de Banyoles, 1944-1980
- Cercle de Catòlics de Banyoles i Comarca, 1899-1958

Comercials i d'empreses
- Teixits i Merceria de Vídua de J. Butinyà, 1874-1965
- José Gimferrer S.A., 1914-1989

Patrimonials
- Família Colomer, 1715-1925

Personals
- Lluís G. Constans, 1945-1955

Col·leccions
- Col·lecció de documents institucionals de l'Arxiu Comarcal del Pla de l'Estany, 1967/1970
- Col·lecció de l'Arxiu Municipal de Banyoles, 1250/1995
- Col·lecció Francesc Mateu i Vilardell, 1458-1903
- Col·lecció d'impressos menors, s. XX-XXI

Arxiu de complement de l'Administració local
- Ajuntament de Crespià, 1911-1972
- Ajuntament d'Esponellà, 1861-1981
- Ajuntament de Fontcoberta, 1856-1981
- Ajuntament de Porqueres, 1901-1985
- Ajuntament de Sant Miquel de Campmajor, 1898-1984
- Ajuntament de Serinyà, 1891-1979
- Ajuntament de Vilademuls, 1861-1984

Arxiu de complement de Col·leccions
- Col·lecció de documents institucionals, 1937/1940
- Col·lecció de documents patrimonials, 1755/1883
- Col·lecció de documents personals, 1925/2006
- Col·lecció de documents de l'administració reial i senyorial, 1753-1855
- Col·lecció de documents religiosos, 1640-1867
- Fons d'Imatges del Pla de l'Estany, 1850/2009